# Владимир Лукасевич
Влади́мир Ви́кторович Лукасе́вич (англ. Vladimir Viktorovich Lukasevich; 4 августа 1956, Одесса — 13 декабря 2014, Санкт Петербург) — советский и российский художник по свету, преподаватель.
Известен по работе над более чем тремястами оперными и балетными спектаклями на крупнейших мировых сценах, включая Мариинский и Большой театры, Ла Скала, Королевскую оперу Ковент-Гарден и Новую национальную оперу в Токио. В течение многих лет сотрудничал с французским режиссёром Шарлем Рубо. Владимир Лукасевич также занимался световым оформлением для телевизионных и DVD-версий спектаклей. Является автором практического руководства «Магия света».

### Биография
Владимир Лукасевич Родился 4 августа 1956 года в Одессе.
В 1978 году окончил постановочный факультет Ленинградского государственного института театра, музыки и кинематографии (ЛГИТМиК) по специальности «художник по свету».

#### Карьера
Творческую деятельность начал в 1975 году. До 1985 года являлся главным художником по свету Ленинградского драматического театра им. В. Ф. Комиссаржевской, где создавал световую партитуру спектаклей под руководством народного артиста СССР Рубена Агамирзяна.
В 1985 году Владимир Лукасевич был приглашён в Кировский (Мариинский) театр, где с 1985 по 2013 год непрерывно работал в качестве главного художника по свету. За это время он создал световое оформление для большинства спектаклей театра, показанных на ведущих оперных и балетных сценах мира.
С 1989 года, после того как Мариинский театр возглавил В. А. Гергиев, Лукасевич начал активно сотрудничать с ведущими российскими и зарубежными режиссёрами и художниками, а также работать в международных театрах, включая Ла Скала (Милан), Королевскую оперу Ковент-Гарден (Лондон), Национальную оперу Токио (Япония) и других. Он принял участие в постановке более двухсот спектаклей.
В последние годы жизни, помимо театральной и преподавательской деятельности, Лукасевич оказывал консультационные услуги инженерам и разработчикам в смежной области светотехники и систем управления освещением. В 2011 году, примерно за три года до своей смерти, он консультировал разработчиков городской системы управления архитектурным освещением LightCoder.
В 2010 году, примерно за четыре года до смерти, он также консультировал разработчиков и инженеров компании Sundrax при создании серии сценических интерфейсных устройств и DMX конверторов, известных под названием ArtGates. Эти консультации носили технический и методологический характер и были направлены на адаптацию профессиональных принципов сценического света и управления световыми эффектами для применения в автоматизированных системах и устройствах.
В качестве художника по свету также сотрудничал с телекомпаниями BBC, NVC, NHK, ТРК «Петербург» и РТР.
В 2000 году по его проекту была проведена уникальная реконструкция светового оборудования Мариинского театра с полностью автоматизированным управлением.

#### Преподавательская деятельность
В период с 1978 по 1995 год преподавал световое оформление спектакля в Ленинградском государственном институте театра, музыки и кинематографии (ЛГИТМиК), где руководил курсом подготовки театральных художников по свету.
С 2003 года являлся приглашенным профессором драматического факультета Университета штата Коннектикут (США).

### Болезнь и смерть
Владимир Викторович Лукасевич скончался 13 декабря 2014 года на 59-м году жизни после тяжёлой болезни.

### Работы Владимира Лукасевича
Владимир Лукасевич работал с такими известными режиссёрами-постановщиками, как Шарль Рубо, Темур Чхеидзе, Дэвид Фриман, Алексей Степанюк, Ирина Молостова, Александр Петров, Джон Ноймайер, Тони Палмер, Алексей Ратманский, Сергей Вихарев, Виктор Барыкин, Юрий Александров, Михаил Шемякин, Изабель Парсьо-Пьери, Франция Рассел, Василий Вайнонен, Борис Кохно, Алексей Мирошниченко и Евгений Соковнин.
Сотрудничал с театрами по всему миру.
| Название спектакля                 | Год премьеры                      | Театр/площадка                                                                                      | Балет/опера |
| ---------------------------------- | --------------------------------- | --------------------------------------------------------------------------------------------------- | --- |
| «Борис Годунов»                    | 1983, 1990                        | Королевский оперный театр Ковент-Гарден, Лондон, Театр оперы и балета им. С. М. Кирова (Мариинский) | Музыка Модеста Мусоргского, Либретто композитора по одноимённой трагедии Александра Пушкина и «Истории государства Российского» Николая Карамзина, Художник-постановщик — Николай Двигубский                                                                                           |
| «Игрок» (Il giocatore)             | 1991                              | Театр Ла Скала, Милан                                                                               | Музыка Сергея Прокофьева, Режиссёр Темур Чхеидзе Художник-постановщик Теймураз Мурванидзе |
| «Огненный ангел» (The Fiery Angel) | 1992                              | Королевская опера «Ковент-Гарден», Лондон                                                           | Музыка Сергея Прокофьева, Режиссёр-постановщик Дэвид Фриман, Художник-постановщик, Дэвид Роджер |
| «Аполлон»                          | 1992, премьера возобновления 1998 | Мариинский театр, Санкт-Петербург                                                                   | Музыка Игоря Стравинского («Аполлон Мусагет»), Хореография: Джордж Баланчин (1928) Либретто: Игорь Стравинский, Балетмейстер-постановщик: Франция Рассел, Оригинальный дизайн света: Рональд Бейтс.                                                                                    |
| «Садко»                            | 1993                              | Мариинский театр, Санкт-Петербург                                                                   | Декорации Константина Коровина (1920 года), Режиссёр-постановщик — Алексей Степанюк, Художник — Вячеслав Окунев |
| «Леди Макбет Мценского уезда»      | 1995                              | Мариинский театр, Санкт-Петербург (Совместная постановка с Новой оперой Израиля (Тель-Авив))        | Музыка Дмитрия Шостаковича (редакция 1932 года), Либретто Александра Прейса и Дмитрия Шостаковича по повести Николая Лескова, Режиссёр-постановщик Ирина Молостова, Художник-постановщик Георгий Цыпин                                                                                 |
| «Соловей»                          | 1995                              | Мариинский театр, Санкт-Петербург                                                                   | Музыка Игоря Стравинского, Либретто композитора и Степана Митусова по сказке Ханса Кристиана Андерсена, Режиссёр — Александр Петров, Художник — Владимир Фирер |
| «Щелкунчик»                        | 1995                              | Новая национальная опера, Токио                                                                     | Музыка Петра Чайковского, Либретто Мариуса Петипа по сказке Э.Т.А. Гофмана, в редакции Василия Вайнонена, Художник-постановщик Симон Вирсаладзе (1954) |
| «Парсифаль»                        | 1997                              | Мариинский театр, Санкт-Петербург                                                                   | Музыка Рихарда Вагнера, Либретто композитора, Постановка Тони Палмера, Сценография Евгения Лысыка |
| «Средний дуэт»                     | 1998                              | Мариинский театр, Санкт-Петербург                                                                   | Музыка Юрия Ханона, Хореография Алексея Ратманского |
| «Спящая красавица»                 | 1999                              | Мариинский театр, Санкт-Петербург                                                                   | Декорации и костюмы были воссозданы по эскизам Ивана Всеволожского и других художников, работавших над премьерой 1890 года. |
| «Саломея»                          | 2000                              | Мариинский театр, Санкт-Петербург                                                                   | Музыка Рихарда Штрауса Режиссёр-постановщик: Дэвид Фриман Художник-сценограф: Дэн Потра |
| «Блудный сын»                      | 2001                              | Мариинский театр, Санкт-Петербург                                                                   | Музыка: Сергей Прокофьев (Соч. 46, 1928—1929, по заказу Сергея Дягилева, 1927), Либретто: Борис Кохно, Декорации и костюмы: Жорж Руо, Разработка декораций: князь А. Шервашидзе, Балетмейстеры-постановщики: Карин фон Арольдинген, Пол Боуз, Оригинальный дизайн света: Рональд Бейтс |
| «Князь Игорь»                      | 2001                              | Мариинский театр, Санкт-Петербург                                                                   | Музыка Александра Бородина, Либретто композитора по древнерусскому эпосу «Слово о полку Игореве», Постановка Евгения Соковнина, Режиссёр капитального возобновления: Иркин Габитов, Художник капитального возобновления: Вячеслав Окунев                                               |
| «Звуки пустых страниц»             | 2001                              | Мариинский театр, Санкт-Петербург                                                                   | Музыка Альфреда Шнитке, Постановщик Джон Ноймайер |
| «Турандот»                         | 2002                              | Мариинский театр, Санкт-Петербург                                                                   | Музыка Джакомо Пуччини, Либретто Джузеппе Адами и Ренато Симони по мотивам одноимённой сказки Карло Гоцци, Режиссёр-постановщик — Шарль Рубо Художник-постановщик — Изабель Парсьо-Пьери                                                                                               |
| «Травиата»                         | 2002                              | Мариинский театр, Санкт-Петербург                                                                   | Музыка Джузеппе Верди, Либретто Франческо Марии Пиаве по драме Александра Дюма-сына «Дама с камелиями», Режиссёр-постановщик — Шарль Рубо Художник-постановщик — Бернар Арну |
| «Ариадна на Наксосе»               | 2004                              | Сполетто Фестиваль, Южная Каролина, США                                                             | Музыка Рихарда Штрауса, Режиссёр-постановщик Шарль Рубо |
| «Леди Макбет Мценского уезда»      | 2004                              | Большой театр, Москва                                                                               | Либретто Дмитрия Шостаковича и Александра Прейса по одноимённой повести Николая Лескова, Режиссёр-постановщик Темур Чхеидзе, Художник-постановщик Юрий Гегешидзе |
| «Весёлая вдова»                    | 2005                              | Опера г. Марсель, Опера Бордо, Франция                                                              | Музыка Франца Легара, Режиссёр-постановщик Шарль Рубо, Художник-постановщик Жан-Ноэль Ланьо. |
| «Волшебный орех»                   | 2005                              | Мариинский театр, Санкт-Петербург                                                                   | Музыка Сергея Слонимского, Либретто Михаила Шемякина по сказке Э. Т. А. Гофмана «Щелкунчик и Мышиный король». Постановка, сценография и костюмы Михаила Шемякина |
| «Сказка о царе Салтане»            | 2005                              | Мариинский театр, Санкт-Петербург                                                                   | Музыка Николая Римского-Корсакова, Либретто Владимира Бельского по одноимённой сказке Александра Пушкина, Режиссёр-постановщик — Александр Петров, Сценография — Владимир Фирер (по мотивам эскизов Ивана Билибина)                                                                    |
| «Аида»                             | 2006                              | Chorégies d´Orange Festival, Франция                                                                | Музыка Джузеппе Верди, Режиссёр-постановщик Шарль Рубо, Художник-постановщик Эммануэль Фавр. |
| «Паяцы»                            | 2006                              | Мариинский театр, Санкт-Петербург                                                                   | Музыка Руджеро Леонкавалло, Либретто композитора, Режиссёр-постановщик, художник-постановщик — Изабель Парсьо-Пьери |
| «Пробуждение Флоры»                | 2007                              | Мариинский театр, Санкт-Петербург                                                                   | Музыка Риккардо Дриго (1894), Хореограф-постановщик: Сергей Вихарев, Художник-постановщик и исполнитель декораций: Михаил Шишлянников |
| «Как старый шарманщик»             | 2007                              | Мариинский театр, Санкт-Петербург                                                                   | Музыка: Леонид Десятников («Две русские песни на стихи Рильке»;«Как старый шарманщик») Хореография: Алексей Мирошниченко (2007) Сценография: Сергей Грачев Костюмы: Татьяна Машкова |
| «Кармен-сюита»                     | 2010                              | Мариинский театр, Санкт-Петербург                                                                   | Музыка Жоржа Бизе и Родиона Щедрина, Хореограф-постановщик Виктор Барыкин, Художник-постановщик Борис Мессерер |
| «Дон Карлос»                       | 2020                              | Приморская сцена Мариинского театра, Владивосток                                                    | Музыка Джузеппе Верди Либретто Жозефа Мери и Камиля дю Локля по одноимённой драме Иоганна Фридриха Шиллера, Режиссёр-постановщик — Юрий Александров, Художник-постановщик — Теймураз Мурванидзе, Адаптация света на Приморской сцене — Сергей Лукин                                    |

Владимир Лукасевич также занимался разработкой светового оформления для видео- и DVD-версий оперных и балетных спектаклей.
| Название работы                         | Год релиза                                                  | Тип      | Страна производства         |
| --------------------------------------- | ----------------------------------------------------------- | -------- | --------------------------- |
| «Огненный Ангел» (The Fiery Angel)      | 1993 (Это тот фильм, что указан здесь в разделе Телефильм?) | ТВ-фильм | Россия, Великобритания      |
| «Щелкунчик» (The Nutcracker)            | 1994                                                        | Видео    | Великобритания              |
| «Руслан и Людмила»                      | 1996                                                        | ТВ-фильм | Великобритания, Япония      |
| «Мазепа»                                | 1996                                                        | ТВ-фильм | Германия                    |
| «Betrothal in a Monastery» (The Duenna) | 1998                                                        | ТВ-фильм | Германия, Япония            |
| «Пиковая дама»                          | 2002                                                        | ТВ-фильм | Нидерланды, Япония, Франция |

## «Магия света»
Владимир Лукасевич сыграл значимую роль в переосмыслении и развитии профессии художника по свету в России с 1980-х годов. После его смерти в Санкт-Петербургской государственной академии театрального искусства (СПбГАТИ) осталась рукопись книги, над которой он работал.
Это практическое руководство под названием «Магия света» было издано посмертно. В книге подробно рассматривается театральное освещение как эстетический феномен и динамичная коммуникативная среда, раскрывается символизм цвета и его восприятие зрителем.
В. В. Лукасевич развивал принципы работы со светом, сформулированные такими новаторами, как Александр Зальцман. Его подход основан на понимании света как самостоятельного, выразительного элемента постановки. Он выступал за создание целостной световой среды, которая отражает эмоциональную структуру спектакля, а не просто точечно освещает объекты. По мнению Лукасевича, свет должен восприниматься как «повесть» или «симфония», а технические средства должны быть инструментами для реализации художественных идей, а не самоцелью. Он подчёркивал важность динамичности и плавности света, который должен соответствовать темпоритму спектакля.

#### Издание и распространение
Рукопись была подготовлена к публикации и издана ограниченным тиражом. Компания Sundrax выпустила печатное издание практического руководства «Магия света» ограниченным тиражом — всего 1000 экземпляров — и разместила информацию о книге и электронную публикацию в блоге на своём сайте. Это издание носит просветительский и справочный характер и предназначено для студентов, преподавателей и практиков сценического света.

#### Биография, образование, карьера, преподавательская деятельность
- https://bolshoi.ru/persons/vladimir-lukasevich
- https://www.mariinsky.ru/company/light-designers/lukasevich/
- https://vk.com/wall-2497_11878
- https://www.imdb.com/name/nm1380767/
- https://www.operabase.com/vladimir-lukasevich-a17684/images/ru
- http://old.lensov.tmweb.ru/component/option,com_theatre/task,people/id,127/Itemid,37/
- https://web.facebook.com/groups/1789798907921099/permalink/2167726870128299/?_rdc=1&_rdr#
- https://sistema-stage.ru/upload/iblock/94c/94cec139251b3f8d5dab6d950612693a.pdf

#### Избранные постановки
•	Борис Годунов https://www.mariinsky.ru/playbill/playbill/2025/4/3/1_1900/
- Игрок Игрок (опера) («Игрок» в постановке Т. Н. Чхеидзе был представлен в 1991 году в Ла Скала и в 2001 году в Метрополитен-опере[33].), https://www.mariinsky.ru/about/exhibitions/prokofiev125/gambler_1991/
- Огненный ангел https://www.rohcollections.org.uk/work.aspx?work=865, https://www.rohcollections.org.uk/production.aspx?production=4383
- Аполлон, Блудный сын, Пробуждение Флоры — https://xn--80aqaafeklyn.xn--p1ai/playbill/playbill/2010/1/22/1_1900/
- Садко — https://www.mariinsky.ru/playbill/playbill/2025/3/27/1_1900/
- Леди Макбет Мценского уезда https://www.mariinsky.ru/playbill/playbill/2023/9/20/1_1900/
- Соловей https://www.mariinsky.ru/playbill/playbill/2025/6/29/1_1300/
- Щелкунчик https://www.nntt.jac.go.jp/english/season/s174e/s174e.html, https://www.mariinsky.ru/ru/playbill/playbill/2015/10/8/1_1930/
- Парсифаль https://www.mariinsky.ru/playbill/playbill/2021/6/6/1_1800/
- Средний дуэт, https://arzamas.academy/micro/balet/30
- Спящая красавица Спящая красавица (балет) (1999 — балетмейстер С. Г. Вихарев, попытка реконструкции спектакля 1890 года.), https://www.mariinsky.ru/about/exhibitions/viharev60/vikharev_choreographer/choreographer_sleeping/
- Саломея https://ptj.spb.ru/archive/23/the-petersburg-prospect-23-4/unylaya-pora/
- Князь Игорь https://xn--80aqaafeklyn.xn--p1ai/playbill/playbill/2009/6/3/1_1900/
- Звуки пустых страниц — https://vk.com/wall-46317_32005
- Турандот https://www.mariinsky.ru/playbill/playbill/2020/2/27/1_2000/
- Травиата https://www.mariinsky.ru/playbill/playbill/2014/8/1/2_1900/
- Адриадна на Наксосе https://www.backstage.com/magazine/article/spoleto-festival-announces-schedule-23825/
- Леди Макбет Мценского уезда в Большом театре https://bolschoi2014.narod.ru/LediMagbet.html
- Веселая вдова https://www.artcena.fr/agendas/spectacles/veuve-joyeuse-2005
- Волшебный орех — https://xn--80aqaafeklyn.xn--p1ai/playbill/playbill/2013/1/13/1_1130/
- Сказка о царе Салтане https://xn--80aqaafeklyn.xn--p1ai/playbill/playbill/2025/6/8/1_1300/
- Аида 2006 https://chanteur.net/spectacles/20060708-Orange-Aida.htm
- Паяцы https://www.mariinsky.ru/playbill/playbill/2024/11/25/2_1900/
- Пробуждение Флоры — https://xn--80aqaafeklyn.xn--p1ai/playbill/playbill/2010/1/22/1_1900/
- Как старый шарманщик — https://www.mariinsky.ru/playbill/playbill/2007/10/19/20071019_1_1900/
- Кармен-сюита https://ptj.spb.ru/pressa/premiere/2009-2010/spb-mariinsky-karmen-suite/
- Дон Карлос https://prim.mariinsky.ru/playbill/playbill/2025/2/16/1_1700/

#### Видео- и ТВ-работы
- Щелкунчик — ссылки пока нет
- Огненный Ангел — ссылки пока нет
- Руслан и Людмила — ссылки пока нет
- Мазепа — https://www.imdb.com/title/tt0419953/fullcredits/ ,
- «Betrothal in a Monastery» (The Duenna) — https://m.imdb.com/title/tt1024937/

#### Дополнительные источники, связанные с инженерными консультациями и изданием книги
- LightCoder — информация о системе управления архитектурным освещением (LightCoder). https://www.sundrax.com/our-products/light-coder-software/
- ArtGates — сценические DMX конверторы (ArtGates). https://entertainment.sundrax.com/products/category/converters
- Sundrax — блог компании, где размещено издание «Магия света. Практическое руководство» Английская версия, размещена главами. https://entertainment.sundrax.com/blog

Автор статьи получил разрешения от издателя и наследников Владимира Викторовича на публикацию ссылки на главы книги «Магия света. Практическое руководство» а также на создание страницы в Википедии.
Как только русская версия глав книги, или полная книга будет опубликовано и\или владелец авторских прав на Русскую версию книги даст согласие на размещение, ссылка будет опубликована и появится здесь.
1. 1 2  Library of Congress Authorities (англ.) — Library of Congress.